# میرزا محمد حکیم
شاهپور میرزا محمد حکیم (۲۹ آوریل ۱۵۵۳ تا ۱۰ اکتبر ۱۵۸۵) یا میرزا حکیم، سومین پسر همایون، پادشاه گورکانی بود. او بر کابل حکم می‌راند، و گاهی با برادر بزرگتر خود اکبر  بر سر قدرت درگیر بود؛ ولی پس از به قدرت رسیدن اکبر، با وی سازگار شد. او پسر همایون از همسرش ماه چوک بیگم بود.
شاهپور میرزا محمد حکیم برای نوشتن تاجدار حرم معروف شد.

## خانواده

### والدین
- پدر: همایون
  - پدربزرگ: بابر
    - پدر پدربزرگ: عمرشیخ
- مادر: ماه چوچک بیگم

### همسر و فرزندان

#### همسر
- زنی با نام نامشخص، دختر سلیمان‌شاه میرزای بدخشان

#### فرزندان

##### پسران
- افراسیاب میرزا
- کی‌قباد میرزا

##### دختر
- کابلی بیگم